# Табачненское сельское поселение (Бахчисарайский район)
Табачненское сельское поселение (укр. Табачненське сільське поселення, крымскотат. Kişine köy yurtu, Кишине кой юрту) — муниципальное образование в составе Бахчисарайского района Республики Крым России.
В состав поселения входит единственный населённый пункт —  село Табачное.

## География
Поселение расположено на северо-западе района, в низовье реки Западный Булганак. Граничит на севере Кольчугинским сельским поселением Симферопольского района, на востоке — Плодовским и на юге — с Вилинским сельскими поселениями.
Площадь поселения 23,22 км².
Транспортное сообщение осуществляется по региональным автодорогам 35К-009 «Саки — Орловка» и 35Н-018 «Береговое — Бахчисарай» (по украинской классификации — территориальные автодороги Т-0104 и О-0-10201).

## Население
| 2001  | 2014  | 2015  | 2016  | 2017  | 2018  | 2019  |
| ----- | ----- | ----- | ----- | ----- | ----- | ----- |
| 2062  | ↘1597 | →1597 | ↘1577 | ↘1569 | ↘1556 | ↘1534 |
| 2020  | 2021  |       |       |       |       |       |
| ↗1561 | ↗1648 |       |       |       |       |       |

## История
В 1971 году в районе (в составе Крымской области УССР в СССР) был образован Табачненский сельский совет путём выделения из состава Вилинского сельсовета.
С 21 марта 2014 года — аннексирован Россией. Статус и границы новообразованного сельского поселения установлены Законом Республики Крым от 5 июня 2014 года № 15-ЗРК «Об установлении границ муниципальных образований и статусе муниципальных образований в Республике Крым».